# Вирма (река, впадает в Ловозеро)
Вирма (кильд. саам. Варрьм ё̄гк) — река в Мурманской области России. Протекает по территории Ловозерского района. Относится к бассейну реки Вороньей.
Длина реки составляет 27 км. Площадь бассейна составляет 167 км².
Берёт начало в болотистой местности на склонах горы Копперварак, на высоте свыше 280 м над уровнем моря. Протекает по лесной, местами болотистой местности. На небольшом участке в нижнем течении порожиста. Близ устья проходит через озеро Поповское[уточнить]. Впадает в Ловозеро на высоте 153 м над уровнем моря близ бывшего села Семерка. По обоим берегам реки расположено село Ловозеро.
По данным государственного водного реестра России относится к Баренцево-Беломорскому бассейновому округу.